# Distretto di Żnin
Il distretto di Żnin (in polacco powiat żniński) è un distretto polacco appartenente al voivodato della Cuiavia-Pomerania.

## Geografia antropica

### Suddivisioni amministrative
Il distretto comprende 6 comuni.
- Comuni urbano-rurali: Barcin, Janowiec Wielkopolski, Łabiszyn, Żnin
- Comuni rurali: Gąsawa, Rogowo